# Gran Premio motociclistico di Gran Bretagna 1985
Il Gran Premio motociclistico di Gran Bretagna 1985 fu la decima gara del Motomondiale 1985. Si disputò il 4 agosto 1985 sul circuito di Silverstone e vide le vittorie di Freddie Spencer nella classe 500, di Anton Mang nella classe 250 e di August Auinger nella classe 125. La gara dei sidecar è stata annullata per pioggia e vento forti. La richiesta di Egbert Streuer e Rolf Biland di correre una gara sostitutiva ad Assen in settembre è stata rigettata.
Spencer è campione del mondo 250.

## Classe 500

### Arrivati al traguardo
| Pos | Pilota              | Moto         | Giri | Tempo     | Griglia | Punti |
| --- | ------------------- | ------------ | ---- | --------- | ------- | ----- |
| 1   | Freddie Spencer     | Honda        | 28   | 49:20.170 | 1       | 15    |
| 2   | Eddie Lawson        | Yamaha       | 28   | +8.320    | 2       | 12    |
| 3   | Christian Sarron    | Yamaha       | 28   | +32.480   | 3       | 10    |
| 4   | Didier de Radiguès  | Honda        | 28   | +1:07.210 | 9       | 8     |
| 5   | Randy Mamola        | Honda        | 28   | +1:16.110 | 4       | 6     |
| 6   | Raymond Roche       | Yamaha       | 28   | +1:18.720 | 6       | 5     |
| 7   | Boet van Dulmen     | Honda        | 27   | +1 giro   | 26      | 4     |
| 8   | Roger Burnett       | Honda        | 27   | +1 giro   | 12      | 3     |
| 9   | Neil Robinson       | Suzuki       | 27   | +1 giro   | 32      | 2     |
| 10  | Paul Lewis          | Heron-Suzuki | 27   | +1 giro   | 12      | 1     |
| 11  | Dave Petersen       | Honda        | 27   | +1 giro   | 16      |       |
| 12  | Chris Martin Sr.    | Suzuki       | 27   | +1 giro   | 35      |       |
| 13  | Rob Punt            | Suzuki       | 27   | +1 giro   | 28      |       |
| 14  | Ron Haslam          | Honda        | 27   | +1 giro   | 8       |       |
| 15  | Wolfgang von Muralt | Suzuki       | 27   | +1 giro   | 17      |       |
| 16  | Christian Le Liard  | Honda        | 27   | +1 giro   | 27      |       |
| 17  | Steve Parrish       | Yamaha       | 27   | +1 giro   | 23      |       |
| 18  | Franco Uncini       | Suzuki       | 27   | +1 giro   | 13      |       |
| 19  | Fabio Biliotti      | Honda        | 27   | +1 giro   | 34      |       |
| 20  | Ray Swann           | Suzuki       | 26   | +2 giri   | 18      |       |
| 21  | Paul Iddon          | Suzuki       | 26   | +2 giri   | 20      |       |
| 22  | Trevor Nation       | Suzuki       | 26   | +2 giri   | 36      |       |
| 23  | Maarten Duyzers     | Suzuki       | 26   | +2 giri   | 40      |       |
| 24  | Massimo Messere     | Honda        | 26   | +2 giri   | 30      |       |
| 25  | Barry Woodland      | Suzuki       | 25   | +3 giri   | 37      |       |
| 26  | Simon Buckmaster    | Suzuki       | 25   | +3 giri   | 31      |       |
| 27  | Karl Truchsess      | Honda        | 25   | +3 giri   | 39      |       |
| 28  | Mark Ordridge       | Suzuki       | 23   | +5 giri   | 38      |       |

### Ritirati
| Pilota         | Moto             | Giri | Motivo ritiro | Griglia |
| -------------- | ---------------- | ---- | ------------- | ------- |
| Thierry Espié  | Chevallier-Honda | 20   |               | 15      |
| Mark Salle     | Suzuki           | 20   |               | 33      |
| Armando Errico | Honda            | 19   |               | 21      |
| Sito Pons      | Suzuki           | 14   |               | 11      |
| Gustav Reiner  | Honda            | 10   | Caduta        | 14      |
| Gary Lingham   | Suzuki           | 9    |               | 19      |
| Keith Huewen   | Honda            | 8    |               | 24      |
| Robert McElnea | Heron-Suzuki     | 6    |               | 10      |
| Alan Jeffery   | Suzuki           | 6    |               | 25      |
| Eero Hyvärinen | Honda            | 5    |               | 29      |
| Wayne Gardner  | Honda            | 5    |               | 5       |
| Roger Marshall | Honda            | 2    |               | 7       |

### Non qualificati
| Pilota         | Moto   |
| -------------- | ------ |
| Toni Moran     | Suzuki |
| Marco Papa     | Paton  |
| Des Barry      | Yamaha |
| Carlos Morante | Suzuki |
| David Griffith | Suzuki |
| Peter Lemstra  | Suzuki |

## Classe 250

### Arrivati al traguardo
| Pos | Pilota               | Moto              | Tempo     | Griglia | Punti |
| --- | -------------------- | ----------------- | --------- | ------- | ----- |
| 1   | Anton Mang           | Honda             | 43:33.620 | 5       | 15    |
| 2   | Reinhold Roth        | Juchem-Yamaha     | +17.970   | 17      | 12    |
| 3   | Manfred Herweh       | Real-Rotax        | +25.950   | 4       | 10    |
| 4   | Freddie Spencer      | Honda             | +34.060   | 2       | 8     |
| 5   | Jean-Michel Mattioli | Yamaha            | +39.970   | 8       | 6     |
| 6   | Pierre Bolle         | Parisienne        | +42.770   | 3       | 5     |
| 7   | Alan Carter          | Rotax             | +42.780   | 11      | 4     |
| 8   | Fausto Ricci         | Honda             | +51.390   | 22      | 3     |
| 9   | Jacques Cornu        | Honda             | +1:31.420 | 23      | 2     |
| 10  | Joey Dunlop          | Yamaha            | +1:33.610 | 29      | 1     |
| 11  | Kenny Irons          | Yamaha            | +1:35.190 | 26      |       |
| 12  | Tony Head            | Armstrong         | +1:35.910 | 21      |       |
| 13  | Dominique Sarron     | Honda             | +1:36.000 | 18      |       |
| 14  | Andy Watts           | EMC               | +1 giro   | 13      |       |
| 15  | Michel Galbit        | Yamaha            | +1 giro   | 31      |       |
| 16  | Stéphane Mertens     | Yamaha            | +1 giro   | 14      |       |
| 17  | Mario Rademeyer      | Yamaha            | +1 giro   | 32      |       |
| 18  | Harald Eckl          | Juchem-Yamaha     | +1 giro   | 35      |       |
| 19  | Hans Becker          | Yamaha            | +1 giro   | 39      |       |
| 20  | Juan Garriga         | Cobas-Rotax       | +1 giro   | 24      |       |
| 21  | Jean Foray           | Chevallier-Yamaha | +1 giro   | 33      |       |
| 22  | Thierry Rapicault    | Yamaha            | +2 giri   | 19      |       |

### Ritirati
| Pilota                 | Moto        | Motivo ritiro | Griglia |
| ---------------------- | ----------- | ------------- | ------- |
| Carlos Lavado          | Yamaha      |               | 1       |
| Tony Rogers            | Yamaha      |               | 34      |
| René Delaby            | Rotax       |               | 28      |
| Carlos Cardús          | Cobas-Rotax |               | 15      |
| Stefano Caracchi       | MBA         |               | 27      |
| Steve Williams         | Yamaha      |               | 38      |
| Luis Miguel Reyes      | Cobas-Rotax |               | 30      |
| August Auinger         | Bartol      |               | 25      |
| Antonio Neto           | Cobas-Rotax |               | 16      |
| Jean-François Baldé    | Pernod      |               | 10      |
| Steve Chambers         | Yamaha      |               | 20      |
| Kevin Mitchell         | Yamaha      |               | 40      |
| Siegfried Minich       | Yamaha      |               | 7       |
| Niall Mackenzie        | Armstrong   |               | 12      |
| Geoff Fowler           | Yamaha      |               | 36      |
| Jean-Louis Guignabodet | MIG-Rotax   |               | 37      |
| Gary Noel              | EMC         |               | 6       |
| Roland Freymond        | Yamaha      |               | 9       |

## Classe 125

### Arrivati al traguardo
| Pos | Pilota             | Moto          | Tempo     | Griglia | Punti |
| --- | ------------------ | ------------- | --------- | ------- | ----- |
| 1   | August Auinger     | MBA           | 38:58.340 | 7       | 15    |
| 2   | Pier Paolo Bianchi | MBA           | +26.500   | 6       | 12    |
| 3   | Jean-Claude Selini | MBA (ABF)     | +32.710   | 4       | 10    |
| 4   | Fausto Gresini     | Garelli       | +32.740   | 3       | 8     |
| 5   | Jussi Hautaniemi   | MBA           | +42.890   | 13      | 6     |
| 6   | Domenico Brigaglia | MBA           | +49.060   | 11      | 5     |
| 7   | Willy Pérez        | MBA (Zanella) | +49.700   | 9       | 4     |
| 8   | Olivier Liégeois   | MBA (KLS)     | +1:11.320 | 5       | 3     |
| 9   | Willy Hupperich    | MBA (Seel)    | +1:18.800 | 18      | 2     |
| 10  | Mick McGarrity     | MBA           | +1:19.330 | 33      | 1     |
| 11  | Luca Cadalora      | MBA           | +1:24.760 | 15      |       |
| 12  | Anton Straver      | MBA           | +1:28.510 | 14      |       |
| 13  | David Lowe         | MBA           | +1:34.080 | 27      |       |
| 14  | Håkan Olsson       | MBA (Starol)  | +1:46.570 | 17      |       |
| 15  | Eric Gijsel        | MBA           | +1:55.400 | 23      |       |
| 16  | Robin Appleyard    | MBA           | +1 giro   | 21      |       |
| 17  | Christoph Bürki    | MBA           | +1 giro   | 28      |       |
| 18  | Steve Mason        | MBA           | +1 giro   | 38      |       |
| 19  | Johnny Wickström   | MBA (Tunturi) | +1 giro   | 16      |       |
| 20  | Mike Leitner       | MBA (EMCO)    | +1 giro   | 22      |       |
| 21  | Michel Escudier    | MBA (GMV)     | +1 giro   | 32      |       |
| 22  | Thomas Pedersen    | MBA           | +1 giro   | 19      |       |
| 23  | Jacques Grandjean  | MBA           | +1 giro   | 37      |       |
| 24  | Peter Sommer       | MBA           | +1 giro   | 31      |       |
| 25  | Thierry Feuz       | MBA           | +2 giri   | 8       |       |
| 26  | Jacky Hutteau      | MBA           | +3 giri   | 24      |       |

### Ritirati
| Pilota             | Moto    | Motivo ritiro | Griglia |
| ------------------ | ------- | ------------- | ------- |
| Giuseppe Ascareggi | MBA     |               | 10      |
| Ezio Gianola       | Garelli | Caduta        | 1       |
| Fernando Gonzalez  | MBA     |               | 29      |
| Bruno Kneubühler   | LCR-MBA |               | 2       |
| Esa Kytölä         | MBA     |               | 20      |
| Wilhelm Lücke      | MBA     |               | 25      |
| Boy van Erp        | MBA     |               | 36      |
| Andrés Sánchez     | MBA     |               | 30      |
| Hugo Vignetti      | MBA     |               | 26      |
| Alex Bedford       | MBA     |               | 12      |
| Hubert Abold       | MBA     |               | 34      |
| Thierry Maurer     | MBA     |               | 35      |
| Bady Hassaine      | MBA     |               | 39      |
| Lars-Erik Kallesö  | MBA     |               | 40      |